# نظام البث التربوي
نظام البث التربوي (한국교육방송공사) أو إيه بي إس هي شبكة تلفزيون وراديو الوحيدة في كوريا الجنوبية التي تغطي المجال التربوي والتعلمي داخل أراضيها، تأسست الشبكة من قبل الحكومة الكورية الجنوبية لتوفير التعليم لسكان والمساعدة في تحسين المنهج الدراسي. أنشأت ك KBS 3TV في العقد 1980، وأصبحت مؤسسة مستقلة في عام 1990. ومن ثم شركة مساهمة عامة في عام 2000 ،وتتكفل التوزيع إذاعة نظام البث الكوري (KBS) وتضم حاليا تسع قنوات تلفزيونية:
- إيه بي إس تي في — قناة الأرضية للأفلام الوثائقية المختارة، وبرنامج الشباب وأطفال الروض (القناة 10 رقمية)
- إيه بي إس إف إم — قناة مذياع ومحطة تتركز أساسا على تعلم اللغة.
- إيه بي إس بلوس 1— (فضائية) - القناة تركز بشكل كبير على المناهج الدراسية للامتحان الثانوية العامة وتقدم برامج إضافية لدروس التعليمية وتوسيع وتأهيل معرفة الطلاب.
- إيه بي إس بلوس 2 — (فضائية) - تتمحور أساسا هذه القناة حول التعليم لكل الأعمار "مدى الحياة"، وبرامج مختلفة للمشاهدين الصغار والكبار.
- إيه بي إسي — (فضائية) - هذه القناة هي عبارة عن شبكة لتعليم اللغة الإنجليزية، للأطفال من روض الأطفال حتى الصف 12.

كما توجد قناة إيه بي إس واحدة على الكابل/ قناة فضائية، مثل  بي إس الأمريكية، التي تبث في أمريكا الشمالية. وتبث برامج عن الثقافة الكورية، وتعليم اللغة، وبرامج الأطفال.

## شعارات

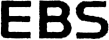
شعار إيه بي إس الثاني (يوليو 1995 حتى يوليو 2001)
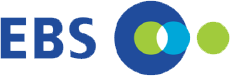
شعار إيه بي إس الثالث (يوليو 2001 حتى مارس 2004)
شعار إيه بي إس الرابع والحالي (مارس 2004 إلى الحاضر)

## برامج مشهورة

### تلفزيون إيه بي إس
- أخبار إيه بي إس
- Jisik Channel e (Knowledge Channel e; 지식채널 e)
- Tayo the Little Bus
- Janghak Quiz (지식채널 e)
- Ding-Dong-Dang kindergarten (지식채널 e)
- Roary the Racing Car
- GO! GO! Giggles
- إنجليزية Café
- Vroomiz
- "Boni and Hani"
- "Brian's إنجليزية Adventure"
- Pororo the Little Penguin
- Tickety Toc(Template:ㅅㅑㅊㅏㄷㅅㅛ ㅅㅐㅊ)
- Road Diary

#### عروض أجنبية
All foreign shows are dubbed in كورية.
- The Magic School Bus (신기한 스쿨버스)
- Arthur (신기한 스쿨버스)
- Cyberchase (신기한 스쿨버스)
- Denver، the Last Dinosaur
- Bill Nye the Science Guy (신기한 스쿨버스)
- The Simpsons (신기한 스쿨버스)
- SpongeBob SquarePants (신기한 스쿨버스)
- Rugrats (신기한 스쿨버스)
- Dora the Explorer (신기한 스쿨버스)
- Yo Gabba Gabba! (신기한 스쿨버스)
- Phineas and Ferb (신기한 스쿨버스)
- The Mozart Band
- The Koala Brothers (신기한 스쿨버스)
- Transformers: Prime
- Hi-5 (Australian TV series) (신기한 스쿨버스)
- Yvon of the Yukon (신기한 스쿨버스)
- Marsupilami (신기한 스쿨버스)
- Untalkative Bunny (신기한 스쿨버스)
- Thomas and Friends (신기한 스쿨버스)
- Dinosaur Train (신기한 스쿨버스)
- Almost Naked Animals (신기한 스쿨버스)
- Scaredy Squirrel (신기한 스쿨버스)
- Numb Chucks (신기한 스쿨버스)
- The Jungle Book (신기한 스쿨버스)
- Storm Hawks (신기한 스쿨버스)
- Geronimo Stilton (신기한 스쿨버스)
- Peppa Pig (신기한 스쿨버스)
- Oswald (신기한 스쿨버스)
- Mike the Knight (신기한 스쿨버스)
- Bubble Guppies (신기한 스쿨버스)
- Franklin and Friends (신기한 스쿨버스)
- The Backyardigans (꾸러기 상상여행)
- Poppy Cat (신기한 스쿨버스)
- Chuggington (신기한 스쿨버스)
- The Mr. Men Show (신기한 스쿨버스)
- Mama Mirabelle's Home Movies (신기한 스쿨버스)
- Pingu (신기한 스쿨버스)
- Caillou (신기한 스쿨버스)
- Team Umizoomi (신기한 스쿨버스)
- Roary the Racing Car (신기한 스쿨버스)
- Dirtgirlworld (신기한 스쿨버스)
- Lazy Town (신기한 스쿨버스)
- Pocoyo(신기한 스쿨버스)
- Franny's Feet (신기한 스쿨버스)
- Connie The Cow (신기한 스쿨버스)
- Paddington Bear (신기한 스쿨버스)
- Maggie and the Ferocious Beast (신기한 스쿨버스)
- Mermaid Melody Pichi Pichi Pitch
- Mermaid Melody Pichi Pichi Pitch Pure
- Watership Down (신기한 스쿨버스)
- Timothy Goes to School (신기한 스쿨버스)
- ToddWorld(토드의즐거운세상)
- The Wiggles(위글스)
- Wiggly Songtime(위글리송타임 - 영어율동)
- Winx Club
- Violetta

## روابط خارجية
- EBS Introduction (كورية) (إنجليزية)
- EBS Main(TV/Radio) (كورية)
- EBS Primary School (كورية)
- EBS Middle School (كورية)
- EBS CSAT (كورية)
- EBS إنجليزية (كورية)
- EBS Foreign Language (كورية)
- EBS Math (كورية)
- EBS Clipbank (كورية)
- EBS Durian(Multicultural) (كورية)
- EBS International Documentary Festival (كورية) (إنجليزية)
- EBS SPACE (كورية)
- EBS Janghak Quiz (كورية)
- EBS Media (كورية) (إنجليزية)
- (بالكورية) (كورية)